# F3D (航空機)
F3D / F-10 スカイナイト
飛行するEF-10B 127047号機
(VMCJ-2海上複合偵察隊所属、1965年撮影)
- 用途：戦闘機
- 分類：艦上戦闘機
- 設計者：エドワード・ヘンリー・ハイネマン
- 製造者：ダグラス・エアクラフト社
- 運用者
- アメリカ合衆国
  -  アメリカ海軍
  -  アメリカ海兵隊
- 初飛行：1948年3月28日
- 生産数：265機
- 運用開始：1950年

F3D スカイナイト（Douglas F3D Skyknight ）は、アメリカ合衆国のダグラス社が開発し、アメリカ海軍や海兵隊で運用された艦上戦闘機。
愛称の「スカイナイト (英: Skyknight)」は、空の騎士の意。後に改称され、F-10 スカイナイトとなった。

## 概要
第二次世界大戦終結後、アメリカ海軍は艦上全天候ジェット戦闘機の検討を開始した。1946年4月に、これをXF3D-1としてダグラス社に開発を求めた。ダグラス社はエド・ハイネマンを中心に開発にあたる事となった。試作機は1948年3月28日に初飛行している。
中翼配置の直線翼の主翼を持ち、エンジンは主翼付け根の下方に配置するという形状をしている。主翼は中央部で上方に折り畳む事ができる。全天候戦闘機であるためにレーダーおよびレーダー操作員が必要であり、乗員は2名、座席はサイドバイサイド配置である。なお、射出座席ではなく、非常時にはコックピット下方に設けられた脱出トンネルを利用して脱出するようになっていた。武装は20mm機銃4門を胴体に装備する。
量産型F3D-1は、J34-GE-24エンジンを搭載し、ウェスティングハウスAN/APQ-35レーダーを装備して、1950年から部隊配備が開始された。朝鮮戦争に投入され、1952年11月2日に夜間戦闘においてMiG-15を撃墜している。長期の運用が行われ、戦闘機としては1960年代まで使用された。電子戦機型であるEF-10Bは、1969年までベトナム戦争に投入され、1970年に退役している。また、軍から引退した後も、80年代まで少数がレイセオンでテスト機として運用されていた。
なお、1962年のアメリカ軍の名称整理によりF-10に改称されている。

## 派生型
XF3D
試作機。
F3D-1
初期量産型。新呼称F-10A。ウェスティング・ハウスJ34-GE-24ターボジェットエンジン(推力3,000 lbf)装備、ウェスティングハウスAN/APQ-35レーダーを搭載している。
F3D-1M
スパローI空対空ミサイル4発を搭載。F3D-1より改修。
F3D-2
エンジンを換装。237機製造。新呼称F-10B。
F3D-2M
スパローI空対空ミサイル4発を搭載。F3D-2より16機改修。新呼称MF-10B。
F3D-2Q
電子戦機型。F3D-2より30機改修。新呼称EF-10B。
F3D-2T
電子訓練機。新呼称TF-10B。
F3D-3
主翼の後退翼化など。計画のみ。

## 諸元
F3D-2
- 全長：13.9m
- 全幅：15.24m
- 全高：4.9m

F3D-2 三面図

- エンジン：ウェスティングハウス J46-WE-3 ターボジェットエンジン（推力 2.1t）2基
- 自重：8.2t
- 最大速度：900km/h
- 武装：20mm機銃4門(各200発)、29.8cm(11.75in)ティニー・ティムロケット弾2基、AIM-7スパローⅠ空対空ミサイル4発(F3D-2Mに搭載)、900kg爆弾2発
- 乗員：2名

## 現存する機体
| 型名         | 番号        | 機体写真 | 所在地                      | 所有者                                                           | 公開状況 | 状態     | 備考                                                                                   |
| ------------ | ----------- | -------- | --------------------------- | ---------------------------------------------------------------- | -------- | -------- | -------------------------------------------------------------------------------------- |
| F3D-2        | 124598 7468 |          | アメリカ フロリダ州         | 国立海軍航空博物館                                               | 公開     | 静態展示 |                                                                                        |
| F3D-2 TF-10B | 124629 7499 |          | アメリカ アリゾナ州         | ピマ航空宇宙博物館                                               | 公開     | 静態展示 |                                                                                        |
| F3D-2 F-10B  | 124630 7500 |          | アメリカ カリフォルニア州   | 飛行海兵航空博物館                                               | 公開     | 静態展示 |                                                                                        |
| F3D-2        | 125807      |          | アメリカ カンザス州         | コンバット航空博物館                                             | 公開     | 静態展示 |                                                                                        |
| F3D-2        | 125870      | 写真     | アメリカ カリフォルニア州   | 朝鮮戦争ベトナム戦争記念碑 (Korean War and Vietnam War memorial) | 公開     | 静態展示 | 127039として展示されている。                                                           |
| F3D-2Q       | 124618 7488 | 写真     | アメリカ ヴァージニア州     | 国立海兵隊博物館                                                 | 公開     | 修復中   |                                                                                        |
| F3D-2Q       | 124620 7490 | 写真     | アメリカ ロードアイランド州 | クォンセット航空博物館                                           | 公開     | 静態展示 | 左記博物館の施設は2012年に閉館したが、この機体は博物館敷地に野ざらしで展示されている。 |
| F3D-2Q       | 125850      | 写真     | アメリカ カリフォルニア州   | 空軍飛行試験センター博物館                                       | 公開     | 静態展示 |                                                                                        |
| F3D-2T       | 127074      |          | アメリカ ニューヨーク州     | エンパイア・ステイト航空科学博物館                               | 公開     | 静態展示 |                                                                                        |

## 登場作品

### 書籍
『侵攻作戦パシフィック・ストーム』
アメリカ海軍空母の全天候艦上戦闘機として登場。海軍パイロットのアラン・シェパードなどが操縦する。